# Station Homerton
Homerton is een spoorwegstation van London Overground aan de North London Line. 